# Sedum chauveaudii
Sedum chauveaudii är en fetbladsväxtart som beskrevs av R.-hamet. Sedum chauveaudii ingår i Fetknoppssläktet som ingår i familjen fetbladsväxter. Inga underarter finns listade i Catalogue of Life.